# La Forêt-sur-Sèvre
La Forêt-sur-Sèvre est une commune du Centre-Ouest de la France située dans le département des Deux-Sèvres, en région Nouvelle-Aquitaine.

## Géographie
La commune est située au croisement des axes Niort-Cholet et Bressuire-Fontenay-le-Comte, elle est comme son nom l'indique sur les bords de la Sèvre Nantaise.

### Voies de communication et transports
La Forêt-sur-Sèvre est desservie en autocars par le réseau Tréma (lignes 112, 113 et 116).

### Climat
Pour des articles plus généraux, voir Climat de la Nouvelle-Aquitaine et Climat des Deux-Sèvres.
Historiquement, la commune est exposée à un climat océanique du nord-ouest.
En 2020, Météo-France publie une typologie des climats de la France métropolitaine dans laquelle la commune est exposée à un climat océanique et est dans une zone de transition entre les régions climatiques « Moyenne vallée de la Loire » et « Poitou-Charentes »0.
Pour la période 1971-2000, la température annuelle moyenne est de 11,5 °C, avec une amplitude thermique annuelle de 14,5 °C. Le cumul annuel moyen de précipitations est de 891 mm, avec 12,5 jours de précipitations en janvier et 6,9 jours en juillet. Pour la période 1991-2020, la température moyenne annuelle observée sur la station météorologique la plus proche, située sur la commune de Bressuire à 15 km à vol d'oiseau, est de 12,0 °C et le cumul annuel moyen de précipitations est de 852,2 mm,. Pour l'avenir, les paramètres climatiques de la commune estimés pour 2050 selon différents scénarios d’émission de gaz à effet de serre sont consultables sur un site dédié publié par Météo-France en novembre 2022.

## Urbanisme

### Typologie
Au 1er janvier 2024, La Forêt-sur-Sèvre est catégorisée commune rurale à habitat dispersé, selon la nouvelle grille communale de densité à sept niveaux définie par l'Insee en 2022.
Elle est située hors unité urbaine. Par ailleurs la commune fait partie de l'aire d'attraction de Bressuire, dont elle est une commune de la couronne,. Cette aire, qui regroupe 19 communes, est catégorisée dans les aires de moins de 50 000 habitants,.

### Occupation des sols
L'occupation des sols de la commune, telle qu'elle ressort de la base de données européenne d’occupation biophysique des sols Corine Land Cover (CLC), est marquée par l'importance des territoires agricoles (95,8 % en 2018), en diminution par rapport à 1990 (97,7 %). La répartition détaillée en 2018 est la suivante :
zones agricoles hétérogènes (36,6 %), terres arables (32,3 %), prairies (26,9 %), zones urbanisées (2,8 %), forêts (1,3 %). L'évolution de l’occupation des sols de la commune et de ses infrastructures peut être observée sur les différentes représentations cartographiques du territoire : la carte de Cassini (XVIIIe siècle), la carte d'état-major (1820-1866) et les cartes ou photos aériennes de l'IGN pour la période actuelle (1950 à aujourd'hui).

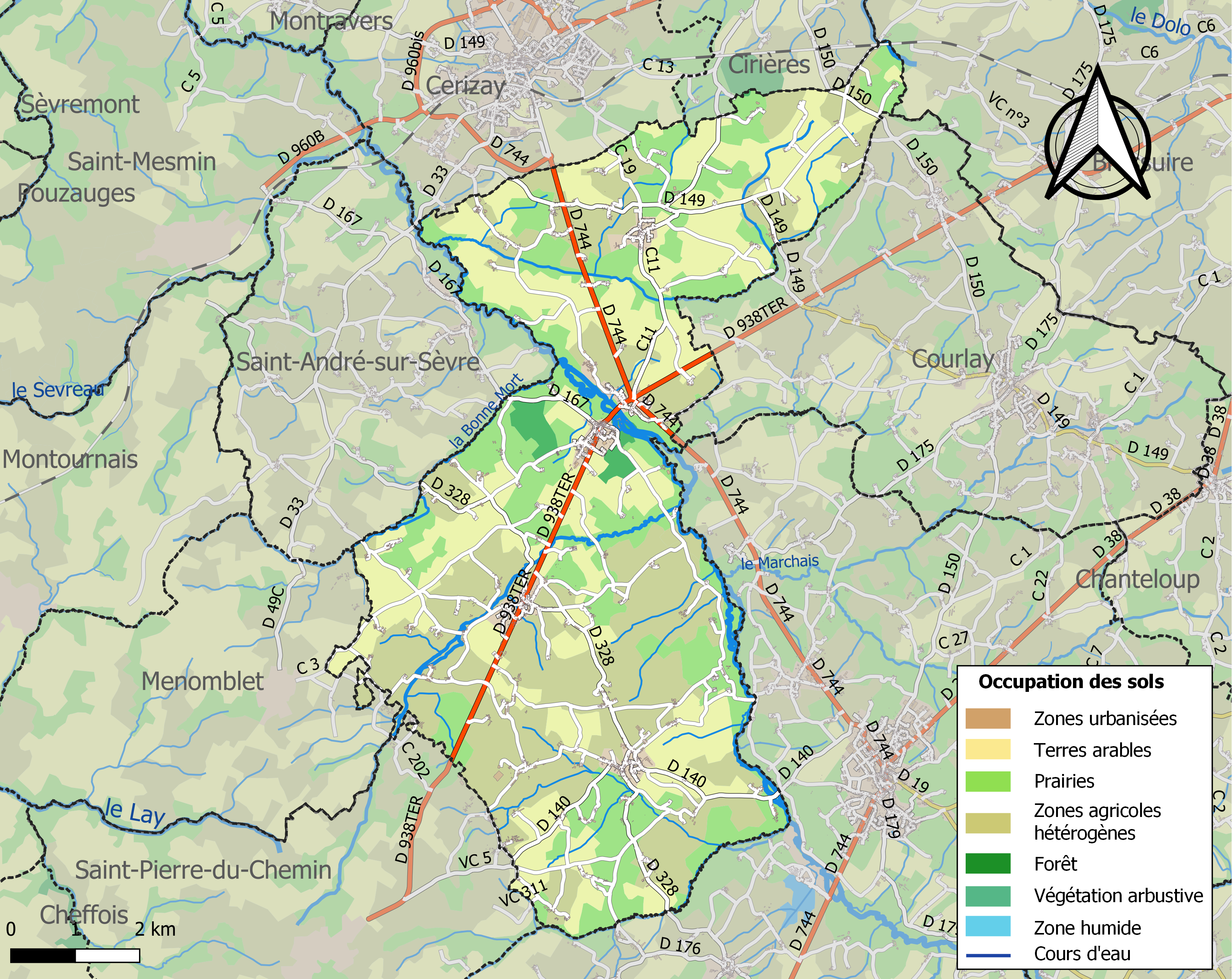
Carte des infrastructures et de l'occupation des sols de la commune en 2018 (CLC).

### Risques majeurs
Le territoire de la commune de La Forêt-sur-Sèvre est vulnérable à différents aléas naturels : météorologiques (tempête, orage, neige, grand froid, canicule ou sécheresse), inondations, mouvements de terrains et séisme (sismicité modérée). Il est également exposé à un risque technologique, le transport de matières dangereuses, et à un risque particulier : le risque de radon. Un site publié par le BRGM permet d'évaluer simplement et rapidement les risques d'un bien localisé soit par son adresse soit par le numéro de sa parcelle.

#### Risques naturels
Certaines parties du territoire communal sont susceptibles d'être affectées par le risque d’inondation par débordement de cours d'eau, notamment l'Argenton, le ruisseau Hière et la Sèvre Nantaise. La commune a été reconnue en état de catastrophe naturelle au titre des dommages causés par les inondations et coulées de boue survenues en 1982, 1983, 1999 et 2010,.

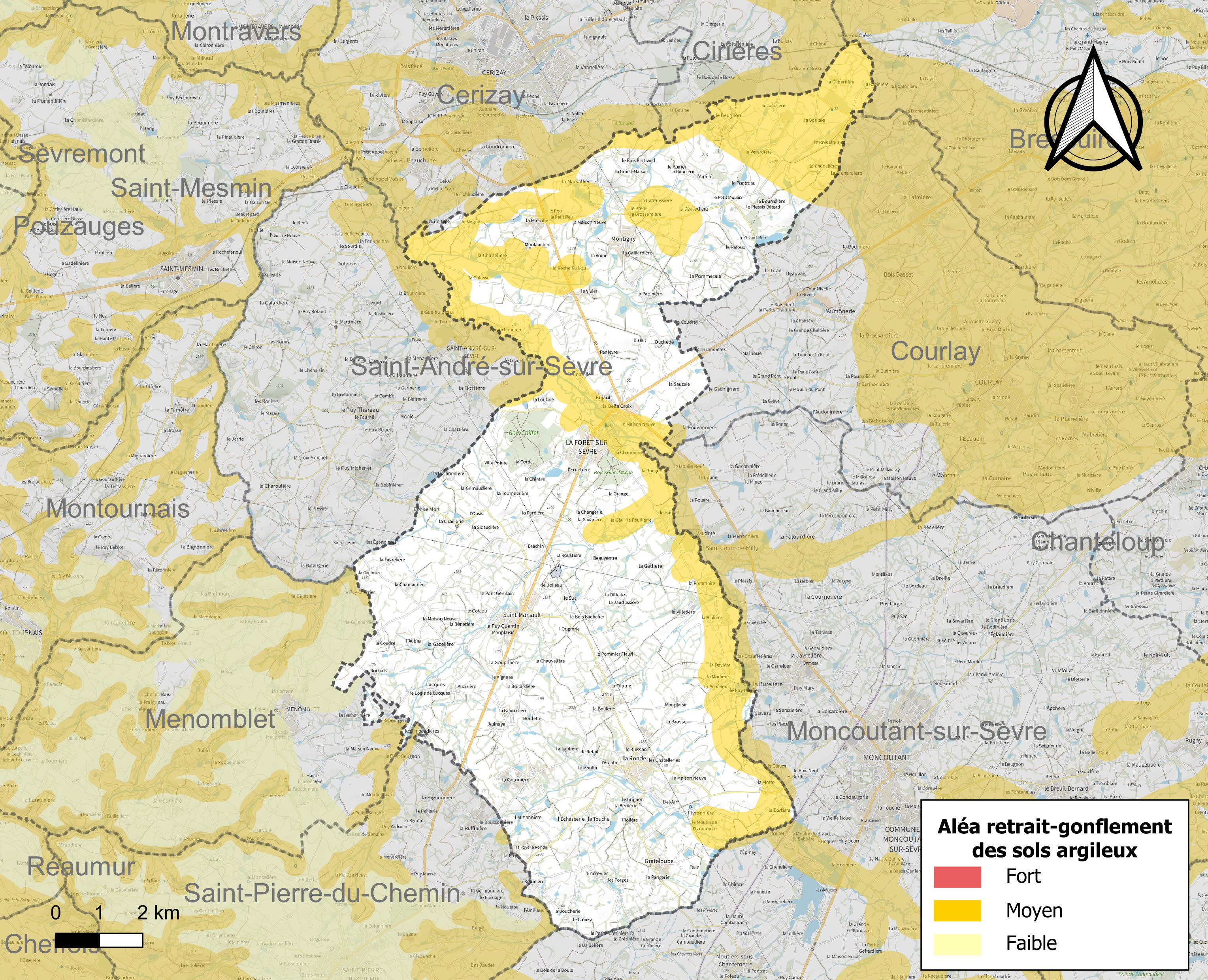
Carte des zones d'aléa retrait-gonflement des sols argileux de La Forêt-sur-Sèvre.

Les mouvements de terrains susceptibles de se produire sur la commune sont des mouvements de terrains, notamment des tassements différentiels. Le retrait-gonflement des sols argileux est susceptible d'engendrer des dommages importants aux bâtiments en cas d’alternance de périodes de sécheresse et de pluie. 24 % de la superficie communale est en aléa moyen ou fort (54,9 % au niveau départemental et 48,5 % au niveau national). Depuis le 1er octobre 2020, en application de la loi ELAN, différentes contraintes s'imposent aux vendeurs, maîtres d'ouvrages ou constructeurs de biens situés dans une zone classée en aléa moyen ou fort,.
La commune a été reconnue en état de catastrophe naturelle au titre des dommages causés par la sécheresse en 2017 et par des mouvements de terrain en 1999 et 2010.

#### Risque particulier
Dans plusieurs parties du territoire national, le radon, accumulé dans certains logements ou autres locaux, peut constituer une source significative d'exposition de la population aux rayonnements ionisants. Selon la classification de 2018, la commune de La Forêt-sur-Sèvre est classée en zone 3, à savoir zone à potentiel radon significatif.

## Économie

### Industrie alimentaire
Une ferme producteur de viandes bovines : la ferme de l'Ivronière.

## Histoire
Au Moyen Age, une famille féodale locale de ce son nom en assume la seigneurie (comme aussi celle de La Forest-Ste-Verge) : les La Forest, à partir de Renaud Ier de La Forest, dans la seconde moitié du XIe siècle. Cette terre noble, constituant une baronnie, était dans la mouvance des vicomtes (puis ducs) de Thouars (dont les La Trémoïlle à partir de 1483). À la fin du XIIIe siècle ou au début du XIVe, Josselin Ier de La Forest (1260-1317), acquit Commequiers sur un des Maurice de Belleville-Montaigu de La Garnache (Maurice IV, † en 1292 ?). Son petit-fils Guy II de La Forest († v. 1383/1387 ou selon une chronologie resserrée vers 1384/1385 ; fils de Guy Ier) eut pour fille héritière Isabelle de La Forest, femme de René Ier Jousseaume († le 12 juillet 1417). Isabelle et René enfantèrent :
- René (II) le Jeune Jousseaume (né vers 1380 ?-† prédécédé, c'est-à-dire avant son père René Ier)[21], marié vers 1403 à Jeanne Larchevêque, fille de Louis Larchevêque (de Parthenay) de Taillebourg, lui-même fils de Guy Larchevêque de Taillebourg et Soubise, et petit-fils de Guillaume VI Larchevêque de Parthenay) ; Louis ; Jean (III) ; et Guillaume Jousseaume, qui fut en 1413 le protagoniste d'une sombre affaire de rapt, ayant enlevé une cousine, Jeanne Jourdain[22].
  - René (II) et Jeanne Larchevêque eurent pour héritier leur fils aîné, Jean (IV) Jousseaume (v. 1403-† v. 1428/1432 ou dès 1427 ?), sire de La Forest et de Commequiers, marié — comme son 1er époux — à Jeanne de L'Isle-Bouchard, dame de Gonnor et Thouarcé (ladite Jeanne (née vers 1400-† 1457) était la sœur cadette de Catherine, dame de L'Ile-Bouchard (née v. 1390/1395-† 1474) dont le 4e mari fut Georges de La Trémoïlle, d'où Louis Ier de La Trémoille, vicomte de Thouars).
    - La fille héritière de Jean (IV) et Jeanne de L'Ile-Bouchard, Jeanne Jousseaume (v. 1423-1478), dame de La Forest, Commequiers et Thouarcé, épousa en 1440 Louis II de Beaumont, baron de Bressuire et sire du Plessis-Macé (1407-1477) : d'où l'évêque Louis de Beaumont, et sa sœur Catherine de Beaumont (née vers 1443-† av. 1485), dame de La Forest et de Commequiers, du Plessis-Macé et de Thouarcé, qui maria en 1461 Eustache (Ier) du Bellay de Gizeux (né v. 1440-† 1504 ; veuf, il devint le Solitaire de Gizeux) et fut la mère entre autres enfants de Jean du Bellay de Gonnor (vers 1480-† vers 1523/1527), père du célèbre poète Joachim du Bellay.
      - Catherine de Beaumont et Eustache du Bellay furent suivis de leur fils aîné, René Ier du Bellay de Gizeux († avant 1532 ; frère aîné dudit Jean du Bellay), époux vers 1496 de Marquise († ap. 1531), fille de Pierre de Laval-Loué ; en mai 1515, le père de Pierre de Ronsard, Louis de Ronsard, prêta l'hommage audit René Ier pour son fief de Noirterre, venu de sa femme Jeanne Chaudrier et relevant de la baronnie de La Forest-sur-Sèvre. Un arrière-petit-fils de René et Marquise de Laval fut Martin (III) du Bellay (1571-1637), prince d'Yvetot.

En 1612, Martin (III) du Bellay céda La Forest au théologien et chef calviniste Philippe Duplessis-Mornay (1549-† au château de La Forest le 11 novembre 1623), dont hérita sa fille aînée, Marthe de Mornay, dame de La Forest (née le 17 décembre 1576-† 1633), mariée en 1599 à Jean III de Jaucourt (> Seconde famille) de Villarnoult (né vers 1572). Leur fils aîné, Philippe II de Jaucourt (?-1660), baron de Villarnoult et de La Forest, époux de Marguerite de Gueribalde, assura la suite de ces seigneuries (voir à l'article Bussières) ; Père de :
- Jean-Philippe de Jaucourt, marquis de Villarnoult et baron de La Forest-sur-Sèvre, seigneur de Rouvray et de Saint-Brancher, passé en Hollande à la révocation de l'édit de Nantes et mort à La Haye avant 1695 ; Père de :
  - Philippe III de Jaucourt († le 20 mai 1738 à La Haye),
  - et de l'héritière Catherine-Renée de Jaucourt, dame de Villarnoult, baronne de La Forest, qui fut restaurée et maintenue dans la possession des biens de sa maison par deux arrêts du Conseil d’État rendus en 1695 et 1699. Elle épousa Charles, comte du Bellay de La Pallu, un arrière-petit-fils d'Eustache (II) du Bellay de Commequiers († vers 1589 ou vers 1608 ? ; petit-fils de René Ier du Bellay de Gizeux, et oncle paternel de Martin (III) ci-dessus).
    - En 1722, la fille héritière de Charles et Catherine-Renée, Catherine-Félicité du Bellay-La Pallu (1707-1727), épousa Anne-Auguste de Montmorency, prince de Robech (1679-1745), d'où Postérité : cf. Racines&Histoire : du Bellay, p. 8-10 ; leurs deux fils étaient Anne-Louis-Alexandre (1724-1812) et Louis-Anne-Alexandre de Montmorency-Robech (1725-1795).

Au cours des Guerres de Vendée sous la Révolution, le château deviendra alternativement la geôle des Bleus (Républicains) ou des Blancs (Royalistes), et sera incendié le 7 octobre 1793 par les Révolutionnaires. En 1819, sous la Restauration, un acquéreur, M. de La Maquillé, entreprend d’en relever les ruines.
Après la Révolution de juillet 1830, il fut acheté par le marquis de la Rochejaquelein, Henri-Auguste-Georges du Vergier de La Rochejaquelein (1805-1867) ; puis en 1855 par le comte Louis-Charles-Philippe-Henri de Rohan-Chabot (1806-1872 ; dernier enfant du duc Alexandre-Louis-Auguste).
Vente du domaine en 1891 à un industriel choletais du mouchoir, Alexandre Turpault (1819-1899 ; fait chevalier de la Légion d’honneur le 29 octobre 1889), un ancêtre de Georges Galichon (1915-2003 ; maire de 1969 à 1973 et conseiller général du canton de Cerizay de 1967 à 1977).
Par arrêté préfectoral du 26 décembre 1972 effectif au 1er janvier 1973, les communes de Montigny, La Ronde et Saint-Marsault entrent en fusion-association avec La Forêt-sur-Sèvre.
Depuis 2014, la commune appartient à la communauté d'agglomération du Bocage bressuirais.

## Politique et administration

### Liste des maires
| Période                                  | Période            | Identité                 | Étiquette | Qualité |
| ---------------------------------------- | ------------------ | ------------------------ | --------- | --- |
| décembre 1919                            | apr. 1947[Quand ?] | Jean Salliard du Rivault | CNIP      | Avocat et propriétaire-exploitant Député des Deux-Sèvres (1951 → 1958) Député de la 3e circonscription des Deux-Sèvres (1958 → 1962) Conseiller général du canton de Cerizay (1937 → 1940 puis 1945 → 1967) Président du conseil général des Deux-Sèvres (1955 → 1967) Révoqué en 1945, il retrouve ses fonctions en 1947 |
| Les données manquantes sont à compléter. |                    |                          |           | |
| juillet 1969                             | 1973               | Georges Galichon         | UDR       | Haut fonctionnaire, président du CA d'Air France Conseiller général du canton de Cerizay (1967 → 1977) |

| Période                                  | Période                   | Identité             | Étiquette | Qualité |
| ---------------------------------------- | ------------------------- | -------------------- | --------- | --- |
| ca. 1986                                 | juin 1995                 | Roger Bressollette   | DVD       | Pharmacien Conseiller général du canton de Cerizay (1982-1985) |
| juin 1995                                | mars 2008                 | Isabelle des Dorides | DVD       | Présidente du SAGE de la Sèvre Nantaise |
| mars 2008                                | mars 2014                 | Bruno Bonnet         | DVD       | Gérant de société |
| mars 2014                                | En cours (au 28 mai 2020) | Thierry Marolleau    | UMP, LR   | Chef d'entreprise Conseiller départemental du canton de Cerizay (2015 → ) Vice-président du conseil départemental (2020 → ) Vice-président de la CA du Bocage Bressuirais (2014 → 2020) Réélu pour le mandat 2020-2026 |
| Les données manquantes sont à compléter. |                           |                      |           | |

### Politique environnementale
Dans son palmarès 2024, le Conseil national de villes et villages fleuris de France a attribué deux fleurs à la commune.

## Démographie
En 1973, Montigny, La Ronde et Saint-Marsault fusionnent avec La Forêt-sur-Sèvre.

### Démographie de Montigny
| 1793 | 1800 | 1806 | 1821 | 1831 | 1836 | 1841 | 1846 |
| ---- | ---- | ---- | ---- | ---- | ---- | ---- | ---- |
| 483  | 238  | 357  | 456  | 416  | 445  | 444  | 509  |

| 1851 | 1856 | 1861 | 1866 | 1872 | 1876 | 1881 | 1886 |
| ---- | ---- | ---- | ---- | ---- | ---- | ---- | ---- |
| 515  | 542  | 559  | 595  | 646  | 641  | 643  | 682  |

| 1891 | 1896 | 1901 | 1906 | 1911 | 1921 | 1926 | 1931 |
| ---- | ---- | ---- | ---- | ---- | ---- | ---- | ---- |
| 681  | 682  | 672  | 652  | 636  | 517  | 522  | 511  |

| 1936 | 1946 | 1954 | 1962 | 1968 | - | - | - |
| ---- | ---- | ---- | ---- | ---- | - | - | - |
| 517  | 511  | 503  | 509  | 464  | - | - | - |

### Démographie de La Ronde
| 1793 | 1800 | 1806 | 1821 | 1831 | 1836 | 1841 | 1846 |
| ---- | ---- | ---- | ---- | ---- | ---- | ---- | ---- |
| 730  | 389  | 664  | 771  | 751  | 790  | 753  | 773  |

| 1851 | 1856 | 1861 | 1866 | 1872 | 1876 | 1881 | 1886 |
| ---- | ---- | ---- | ---- | ---- | ---- | ---- | ---- |
| 733  | 751  | 744  | 764  | 800  | 811  | 843  | 873  |

| 1891 | 1896 | 1901 | 1906 | 1911 | 1921 | 1926 | 1931 |
| ---- | ---- | ---- | ---- | ---- | ---- | ---- | ---- |
| 843  | 894  | 867  | 868  | 871  | 817  | 751  | 723  |

| 1936 | 1946 | 1954 | 1962 | 1968 | - | - | - |
| ---- | ---- | ---- | ---- | ---- | - | - | - |
| 737  | 689  | 655  | 617  | 631  | - | - | - |

### Démographie de Saint-Marsault
| 1793 | 1800 | 1806 | 1821 | 1831 | 1836 | 1841 | 1846 |
| ---- | ---- | ---- | ---- | ---- | ---- | ---- | ---- |
| 805  | 462  | 453  | 551  | 590  | 690  | 720  | 630  |

| 1851 | 1856 | 1861 | 1866 | 1872 | 1876 | 1881 | 1886 |
| ---- | ---- | ---- | ---- | ---- | ---- | ---- | ---- |
| 727  | 688  | 716  | 738  | 750  | 765  | 813  | 844  |

| 1891 | 1896 | 1901 | 1906 | 1911 | 1921 | 1926 | 1931 |
| ---- | ---- | ---- | ---- | ---- | ---- | ---- | ---- |
| 891  | 874  | 872  | 879  | 863  | 749  | 726  | 678  |

| 1936 | 1946 | 1954 | 1962 | 1968 | - | - | - |
| ---- | ---- | ---- | ---- | ---- | - | - | - |
| 686  | 684  | 702  | 644  | 597  | - | - | - |

### Démographie de La Forêt-sur-Sèvre
L'évolution du nombre d'habitants est connue à travers les recensements de la population effectués dans la commune depuis 1793. Pour les communes de moins de 10 000 habitants, une enquête de recensement portant sur toute la population est réalisée tous les cinq ans, les populations de référence des années intermédiaires étant quant à elles estimées par interpolation ou extrapolation. Pour la commune, le premier recensement exhaustif entrant dans le cadre du nouveau dispositif a été réalisé en 2005.

En 2022, la commune comptait 2 261 habitants, en évolution de −3,25 % par rapport à 2016 (Deux-Sèvres : +0,18 %, France hors Mayotte : +2,11 %).
| 1793 | 1801 | 1806 | 1821 | 1831 | 1836 | 1841 | 1846 | 1851 |
| ---- | ---- | ---- | ---- | ---- | ---- | ---- | ---- | ---- |
| 515  | 434  | 466  | 504  | 550  | 612  | 695  | 768  | 794  |

| 1856 | 1861 | 1866 | 1872 | 1876 | 1881 | 1886 | 1891 | 1896 |
| ---- | ---- | ---- | ---- | ---- | ---- | ---- | ---- | ---- |
| 794  | 772  | 800  | 810  | 852  | 927  | 912  | 920  | 916  |

| 1901 | 1906 | 1911 | 1921 | 1926 | 1931 | 1936 | 1946 | 1954 |
| ---- | ---- | ---- | ---- | ---- | ---- | ---- | ---- | ---- |
| 935  | 927  | 930  | 839  | 803  | 770  | 788  | 803  | 688  |

| 1962 | 1968 | 1975  | 1982  | 1990  | 1999  | 2005  | 2006  | 2010  |
| ---- | ---- | ----- | ----- | ----- | ----- | ----- | ----- | ----- |
| 702  | 715  | 2 363 | 2 417 | 2 395 | 2 229 | 2 267 | 2 290 | 2 294 |

| 2015  | 2020  | 2022  | - | - | - | - | - | - |
| ----- | ----- | ----- | - | - | - | - | - | - |
| 2 345 | 2 284 | 2 261 | - | - | - | - | - | - |

## Culture locale et patrimoine

### Lieux et monuments
- Église Notre-Dame de la Ronde.
- Église Saint-Martial de Saint-Marsault.
- Église Saint-Sauveur de la Forêt-sur-Sèvre.
- Le château de La Forêt-sur-Sèvre : inscrit à l'Inventaire supplémentaire des monuments historiques. Cette vaste demeure est incendiée lors des guerres de Vendée. En 1855, elle appartint, après le marquis de La Rochejaquelein, au comte de Rohan-Chabot (dont les armes ornent la boule de l'escalier du vestibule) qui parachève la restauration entreprise en 1819 par M. de Maquillé. Puis à la fin du XIXe siècle, l'industriel Alexandre Turpault en devient propriétaire ; le château appartient aujourd'hui à ses descendants.

### Personnalités liées à la commune
- Famille de Beaumont-Bressuire
- Philippe Duplessis-Mornay (1549-1623)
- Augustin Dehargues, officier de l'armée vendéenne, né à La Ronde vers 1763.
- Jacques-Pierre Bujault (1771-1842), homme politique et vulgarisateur agricole
- Henri Vion (1902-1977), évêque de Poitiers
- Clémence Guetté (1991-), personnalité politique et députée française